# 助任橋
助任橋（すけとうばし）
1. 助任川に架かる平面の橋である。徳島県徳島市徳島町3丁目（南岸）と助任橋1丁目（北岸）を結ぶ。
2. 徳島県徳島市の町名。渭北地区に属している。助任橋一丁目から助任橋四丁目まで存在する。郵便番号は〒770-0815。

## 歴史
架橋は近世初頭と思われ、延宝2年の絵図に橋名が見え、橋南口の門台、栁形の出入口の矢倉門、右手の番所なども記されている。また徳島城下完成期の元禄4年の網矩様御代御山下絵図にも長さ76間半、幅4間4尺の木橋として記されている。文化年間には阿波史にも記されている。
1965年（昭和40年）に幅14mに拡張されたが、現在東側に架設されている国道11号の助任新橋の交通量増加に伴って車両通行は減少している。

## 助任橋一丁目 - 四丁目
町名としての助任橋は、本橋の北岸に位置し渭北地区に属している。助任橋一丁目から助任橋四丁目まで存在する。郵便番号は〒770-0815。
- 人口：505人（2009年12月。徳島市の調査より）
- 世帯数：249世帯（同上）

### 地理
徳島市の北東部に位置し、南から北へ一丁目から四丁目と旧徳島県道130号徳島松茂線沿いに細長く延びている。南は助任川に面しており、北には興源寺川が流れている。
- 河川：助任川、興源寺川

### 歴史
元は助任町・常三島町・前川町の各一部であったが、昭和17年に現在の町名となった。昭和初期は二丁目から四丁目までで道路は行き止まりであったが、助任新橋の開通により、国道11号沿いが次第に活気を呈してきている。

### 交通

#### 道路
一般国道
- 国道11号（吉野川バイパス）

都道府県道
- 徳島県道39号徳島鳴門線

#### バス
徳島バス・徳島市営バス
- 助任橋

## 隣の橋梁
（上流） - 西の丸橋 - 新町橋 - 助任新橋 - （下流）